# FC Hoogeinde Sint-Gillis-Waas
FC Hoogeinde is een Belgische voetbalclub uit het gehucht Hoogeinde in Sint-Gillis-Waas. De club is aangesloten bij de KBVB met stamnummer 7494 en heeft rood-zwart als kleuren. De club beschikt over één voetbalveld (natuurgras). De club voorziet een tribune aan de zuidkant van het terrein die overdekte staanplaatsen biedt aan de supporters.
De club sloot zich in 1970 aan bij de Voetbalbond, na de oprichting in 1969 en één jaar liefhebbersvoetbal. FC Hoogeinde speelt al heel zijn bestaan in de Oost-Vlaamse provinciale reeksen. 